# Xenacanthus
Xenacanthus är ett utdött släkte av förhistoriska hajar. Den första arten av släktet levde under Karbonperioden, och överlevde ända till slutet av Permperioden. Fossiler har hittats runt hela världen.
Xenacanthus hade ett antal egenskaper som gör den annorlunda än dagens hajar. Denna sötvattenhaj blev ungefär 1 meter lång.. Ryggfenan var en långsträckt remsa som gick längs med ryggen bakåt till stjärtfenan, och fortsatte sedan ner på undersidan och slutade vid ändfenan. Dessa egenskaper liknar dagens havsål, och Xenacanthus simmade troligen likartat. En distinkt tagg stack ut från nacken. Denna tagg har släktet fått sitt namn ifrån. Tänderna hade en ovanlig V-form, och tyder på att den åt kräftdjur och palaeoniscidfiskar.
Precis som för de flesta fossil av hajar, är Xenacanthus huvudsakligen känd från fynd av tänder och ryggrad.

## Arter
- Xenacanthus atriossis
- Xenacanthus compressus
- Xenacanthus decheni
- Xenacanthus denticulatus
- Xenacanthus erectus
- Xenacanthus gibbosus
- Xenacanthus gracilis
- Xenacanthus howsei
- Xenacanthus laevissimus
- Xenacanthus latus
- Xenacanthus luedernesis
- Xenacanthus ossiani
- Xenacanthus ovalis
- Xenacanthus parallelus
- Xenacanthus robustus
- Xenacanthus slaughteri
- Xenacanthus taylori